# Sperchon glandulosus
Sperchon glandulosus är en kvalsterart som beskrevs av Koenike 1886. Sperchon glandulosus ingår i släktet Sperchon och familjen Sperchonidae.

## Underarter
Arten delas in i följande underarter:
- S. g. glandulosus
- S. g. subaurens
- S. g. canadensis